# Pecari
A Pecari az emlősök (Mammalia) osztályának párosujjú patások (Artiodactyla) rendjébe, ezen belül a pekarifélék (Tayassuidae) családjába tartozó nem.

## Tudnivalók
2007-ig, míg fel nem fedezték az óriás pekarit, ez az emlősnem monotipikus volt, azaz csak egy faj, az örvös pekari volt benne. Egyesek, köztük a Természetvédelmi Világszövetség (IUCN) is megkérdőjelezik az újonnan felfedezett pekari önálló faji státuszát; több bizonyíték hiányában azonosnak tartják az örvös pekarival. Ha ez igaz, akkor a Pecari emlősnem továbbá is monotipikusnak tekinthető.

## Rendszerezés
A nembe az alábbi 2 faj tartozik:
- óriás pekari (Pecari maximus) van Roosmalen et al., 2007
- örvös pekari (Pecari tajacu) (Linnaeus, 1758)

## Fordítás
- Ez a szócikk részben vagy egészben  a   Pecari című angol Wikipédia-szócikk ezen változatának fordításán alapul.  Az eredeti cikk szerkesztőit annak laptörténete sorolja fel. Ez a jelzés csupán a megfogalmazás eredetét és a szerzői jogokat jelzi, nem szolgál a cikkben szereplő információk forrásmegjelöléseként.